# Abbaye Saint-Maurice (Bakonybél)

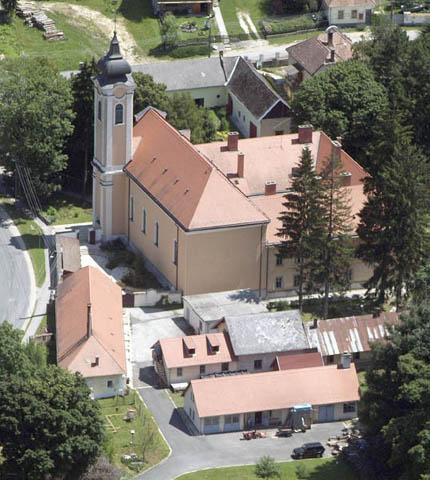
Abbaye Saint-Maurice de Bakonybél

 (avril 2025).
Pour les articles homonymes, voir Abbaye Saint-Maurice.
L'abbaye Saint-Maurice de Bakonybél (Szent Mauríciusz Monostor) est une abbaye bénédictine hongroise fondée au XIe siècle. Elle est dédiée à saint Maurice.

## Histoire et description
Le monastère se trouve à Bakonybél dans la forêt de Bakony, où saint Gunther vécut en ermite. L'abbatiale baroque possède de nombreuses œuvres d'art dont un grand tableau au-dessus du maître-autel d'Ignaz Polinger. Elle est décorée dans le goût rococo. L'ensemble monastique est entouré d'un parc et d'un jardin qui s'étendent sur 5 hectares, avec un jardin anglais historique, un arboretum avec un verger et un potager. Le monastère vend au public ses produits agricoles en agriculture biologique. la chapelle Saint-Gunther se trouve à côté, juste au bord d'une source avec un chemin de croix, où se trouvait jadis l'abbaye médiévale.

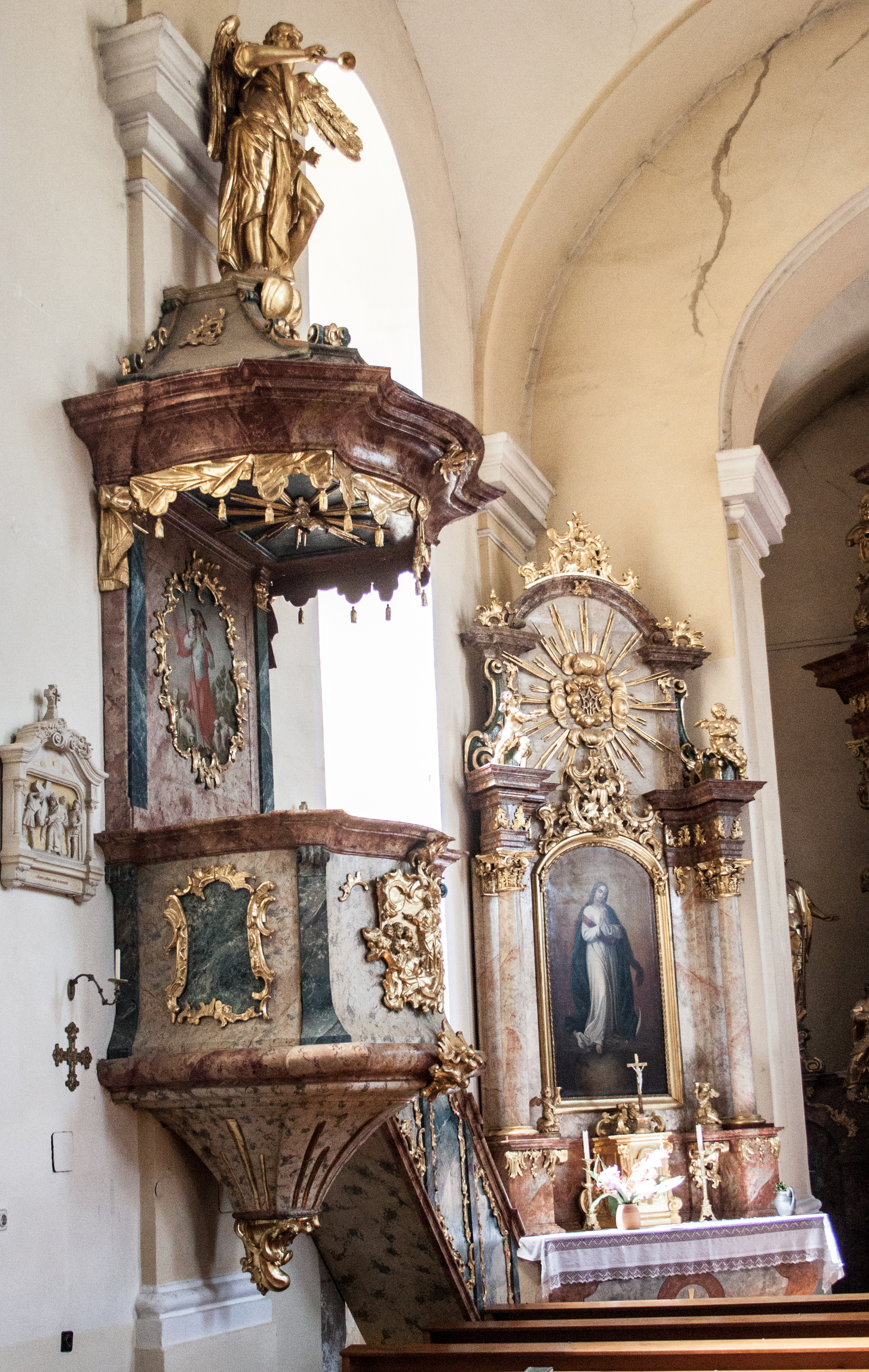
Intérieur de l'abbatiale avec la chaire

L'abbaye Saint-Maurice a été fondée par le roi saint Étienne de Hongrie entre 1018 et 1037. Saint Gérard de Csanád (Gellért) et saint Gunther comptent parmi les premiers abbés. L'abbaye est dotée et protégée par les rois de Hongrie, les seigneurs locaux et profite des dons des fidèles de la région. Elle bénéficie aussi de privilèges de juridiction assez étendus. L'abbaye de Bakonybél possède au fil du temps de vastes domaines et des villages jusqu'en Transylvanie. Jusqu'au XVe siècle, elle dispose de deux maisons à Buda. Au début de l'invasion ottomane, l'abbaye est fortifiée entre 1534 et 1539 ; mais elle ne résiste pas au siège et à la destruction des Turcs.
À la fin du XVIIe siècle, l'abbaye est reconstruite  avec l'aide de moines envoyés de l'abbaye territoriale de Pannonhalma. Les nouveaux bâtiments sont prêts en 1724, l'église est construite de 1750 à 1754. Au XIXe siècle, un arboretum est planté, attirant de nombreux botanistes. En 1950, les autorités communistes ferment l'abbaye et emprisonnent les moines.
La vie monastique a repris son cours à partir de 1998. En 2010, quatre moines et sept oblats y vivent. Le monastère a actuellement le statut de prieuré, faisant partie de la congrégation bénédictine hongroise.